# 1-es számú Mozgókönyvtár
Az 1-es számú Mozgókönyvtár az 1945 utáni években működő mozgókönyvtár volt Budapesten, amit egy sérült villamoskocsiban rendeztek be. A villamoskocsi oldalán a Fővárosi Könyvtár 1. sz. mozgókönyvtára feliratú táblát helyezték el, amelyet 1946 májusában a Fővárosi Szabó Ervin Könyvtár 1. sz. mozgókönyvtára feliratra cserélték.
A mozgókönyvtárat Vas Zoltán polgármester kezdeményezésére vezették be 1945. július 23-án, miután több budapesti fiókkönyvtár megsemmisült a második világháborúban (jóllehet az ötlet az 1930-as években már felmerült). Egy héttel később megnyílt a 2-es számú Mozgókönyvtár, majd 1946. január 28-án (más forrás szerint 1949-ben) a 3-as számú Mozgókönyvtár.
Az 1-es és a 2-es könyvtár villamoskocsija a 9550-es és a 9552-es pályaszámú, sérült, BVV Bb típusú kocsik voltak, amelyeket 1945-ben – nyolc további kocsival egyidőben – kivont a közforgalomból a Budapest Székesfővárosi Közlekedési Részvénytársaság. A 3-as számú könyvtárat a 9556-os kocsiból alakították ki.
Az 1-es számú Mozgókönyvtár néhány száz kötetből álló gyűjteménnyel rendelkezett, a három könyvtár együtt mintegy 2000 könyvet tartalmazott.
A villamoskocsik a Bosnyák téren és a Béke téren, illetve a kőbányai Liget téren és a kispesti Villanytelepnél, valamint Budán a Török utcában, a Lejtő útnál és Albertfalva-kitérőnél, továbbá a János kórháznál található hurokvégállomásán kialakított egykori vakvágányon állomásoztak. A mozgókönyvtárak hétfőn, szerdán és pénteken délután kettőtől hat óráig, más forrás szerint heti két alkalommal, három-három órán át voltak nyitva.
1955-ben a 9552-es kocsit leselejtezték, ezzel a 2-es számú könyvtár megszűnt. A 9550-est 7410-esre, a 9556-ost 7411-re számozták át. 1963-ban a 7410-es a Baross kocsiszínhez, a 7411-es a Kelenföld kocsiszínhez tartozott. A megmaradt két könyvtár 1965-ben és 1969-ben szűnt meg, a kocsikat az 1960-as évek végén elbontották.
1973-ban a Fővárosi Szabó Ervin Könyvtár könyvtárbuszt indított.